# Lass die kleinen Dinge
Lass die kleinen Dinge ist das erste Studioalbum des Schweizers Alfred Flury, eines Sängers des Genres des Neuen Geistlichen Lieds, das 1965 auf Schallplatte veröffentlicht wurde. Vier Lieder wurden als Single veröffentlicht. Das Album war nicht in den Charts vertreten.

## Schallplattenhülle
Auf der Schallplattenhülle ist der lächelnde Alfred Flury zu sehen, der vor einem Bücherregal Gitarre spielt und eine schwarze Kleidung trägt. Das Foto wurde von Joe Niczky aufgenommen.

## Veröffentlichung
Das Album wurde im Musiklabel Philips, dem Label des Unternehmens Philips Phonographische Industrie, unter der Katalognummer 843 749 PY auf Schallplatte in Deutschland veröffentlicht. Die Veröffentlichung geschah unter der Rechtegesellschaft Gesellschaft für musikalische Aufführungs- und mechanische Vervielfältigungsrechte; sowohl in Monophonie als auch in Stereofonie.
In Deutschland wurde das Album zudem vom Musiklabel Fontana Special, das zum niederländischen Label Fontana Records gehört, unter der Katalognummer 6434 153 veröffentlicht. Diese Veröffentlichung wurde vom Druckhaus Maack KG gedruckt. In der Schweiz wurde das Album unter dem Titel Seine Lieder unter dem Musiklabel Ex Libris veröffentlicht.

## Titelliste
Das Album beinhaltet folgende zwölf Titel:
- Seite 1

1. Lass die kleinen Dinge
2. Der Wind im Gesicht
3. Nur eine kleine Weile
4. Bleib nicht stehn
5. Ich komm aus der Ferne
6. Solang noch eine Blume blüht

- Seite 2

1. Ich habe viel zu fragen
2. Das Neue kommt
3. Denke daran
4. Tag um Tag vergeht in deinem Leben
5. Das Volk zog ins Gelobte Land
6. Ich will an deiner Seite gehn

## Singleauskopplungen
Die Single Ich will an deiner Seite gehn/Lass die kleinen Dinge wurde 1964 veröffentlicht. Die Veröffentlichung geschah unter dem Musiklabel Philips mit der Katalognummer 345 695 PF in Deutschland; als Schallplattenhülle wurde dasselbe Foto wie für das Album verwendet. Die Single erschien auch mit Monophonieaufnahmen. Philips veröffentlichte das Album auch in der Schweiz unter derselben Katalognummer; wobei die Schallplattenpressung durch die Turicaphon AG durchgeführt wurde. Alle drei Veröffentlichungen geschahen unter der Rechtegesellschaft Gesellschaft für musikalische Aufführungs- und mechanische Vervielfältigungsrechte. Diese Single erreichte Platz 45 in den deutschen Charts und war einen Monat in den Charts. In Österreich erreichte die B-Seite – das Lied Lass die kleinen Dinge – 1964 Platz eins der Charts und war zwei Monate in den Charts vertreten. Das Lied war somit nach Gib mir dein Wort von Freddy Quinn das zweite Nummer-eins-Lied nach der Einführung der österreichischen Charts.
| ChartsChartplatzierungen | Höchstplatzierung | Monate |
| ------------------------ | ----------------- | ------ |
| Deutschland (GfK)        | 45 (1 Mt.)        | 1      |
| Österreich (Ö3)          | 1 (2 Mt.)         | 2      |

Die Single Nur eine kleine Weile/Ich habe viel zu fragen wurde ebenfalls 1964 veröffentlicht; unter der Katalognummer 345 809 PF im Musiklabel Philips. Die Veröffentlichung geschah durch Capriccio, der Acetatlackschnitt wurde durch Philips Studios, Hamburg durchgeführt und die Schallplattenpressung durch die Deutsche Grammophon Gesellschaft Pressing Plant.